# Hynek Fajmon
Hynek Fajmon (n. 17 mai 1968, Nymburk, Cehia) este un om politic ceh, membru al Parlamentului European în perioada 2004-2009 din partea Cehiei.
1. 1 2  Regional Database of the Central Bohemian Research Library in Kladno, accesat în 20 iunie 2023
2. 1 2  Czech National Authority Database, accesat în 23 noiembrie 2019
3. ↑  Evangelický časopis Český bratr, p. 2
4. ↑  CONOR.SI[*] Verificați valoarea |titlelink= (ajutor)
5. ↑  Deputații în Parlamentul European
6. ↑  Data Poslanecké sněmovny a Senátu, accesat în 15 ianuarie 2020
7. 1 2  Číselník volebních stran - Volby do zastupitelstev obcí konané 23.09. – 24.09.2022 (în cehă), Český statistický úřad[*], accesat în 3 septembrie 2022